# Jorge Perugorría

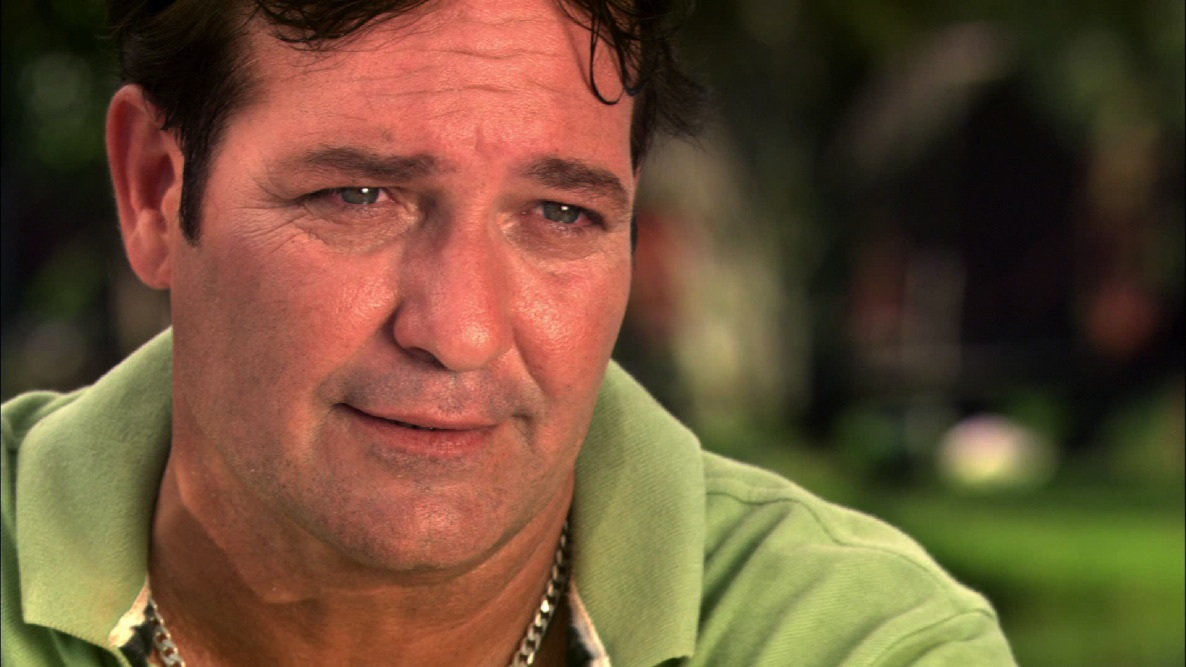
Jorge Perugorría (2011)

Jorge "Pichi" Perugorría född 13 augusti 1965 i Havanna, Kuba, kubansk skådespelare.

## Filmografi (i urval)
- 1994 - Fresa y chocolate
- 1995 - Guantanamera
- 1999 - Volavérunt
- 2000 - Lista de espera